# バシャカ語
バシャカ語（バシャカご）は、インド・ヨーロッパ語族インド・イラン語派のイラン語群西イラン語群南西イラン語群に属する言語である。バシュカルディ語、バシャゲルディ語とも呼ぶ。ケルマーン州、スィースターン・バルーチェスターン州、ホルモズガーン州で話されている。ラル語やクムザール語に近い言語である。方言として北バシャカ語と南バシャカ語に分かれる。地理的な面からも北西イラン語群のバローチ語の影響を受け、南バシャカ語はバローチ語との地理的により近接しているから北バシャカ語に比べ近隣の南西イラン語群の他の言語との特徴の面で離れている。